# ティム・ギニー
ティム・ギニー（Tim Guinee, 本名：Timothy S. Guinee、1962年11月18日 - ）は、アメリカ合衆国の俳優。ティム・グイニーとも表記される。
ロサンゼルス出身。アメリカン・アカデミー・オブ・ドラマティック・アーツとノースカロライナ大学に学ぶ。
映画・テレビドラマに多数出演、テレビドラマ『ライ・トゥ・ミー 嘘は真実を語る』のジリアン・フォスター（演：ケリー・ウィリアムズ）の元夫アレックス役などで知られる。

## 主な出演作品

### 映画
- タイパン Tai-Pan (1986)
- ワンス・アラウンド Once Around (1991)
- ドアーズ The Doors (1991) クレジットなし
- シーフォース/戦艦インディアナポリス出撃 Mission of the Shark: The Saga of the U.S.S. Indianapolis (1991) テレビ映画
- からみつく愛欲の罠 Chain of Desire (1992)
- ロマンスに部屋貸します The Night We Never Met (1993)
- デイブレイク Daybreak (1993) テレビ映画、クレジットなし
- 天と地 Heaven & Earth (1993)
- 一日の旅路 Breathing Lessons (1994) テレビ映画
- メン・オブ・ウォー Men of War (1994)
- キルトに綴る愛 How to Make an American Quilt (1995)
- ブルーナイトロード Black Day Blue Night (1995)
- ネイビー・パッション Silver Strand (1995) テレビ映画
- 戦火の勇気 Courage Under Fire (1996)
- ビーバス&バットヘッド DO AMERICA Beavis and Butt-head Do America (1996) アニメ映画、声の出演
- 3つの顔を持つ女 The Three Lives of Karen (1997) テレビ映画
- ヴァンパイア/最期の聖戦 Vampires (1998)
- ブレイブ・ニュー・ワールド/恐るべき理想郷 Brave New World (1998) テレビ映画
- ブレイド Blade (1998)
- クローン Impostor (2001)
- ロックンロールは◎×△!? 検閲なんかブッとばせ! Warning: Parental Advisory (2002) テレビ映画
- 炎のメモリアル Ladder 49 (2004)
- ブロークン・イングリッシュ Broken English (2007)
- スターゲイト 真実のアーク Stargate: The Ark of Truth (2008) オリジナルビデオ
- アイアンマン Iron Man (2008)
- 脳内ニューヨーク Synecdoche, New York (2008)
- ブレイキング・ポイント Winged Creatures (2008)
- 50歳の恋愛白書 The Private Lives of Pippa Lee (2009)
- 僕の大切な人と、そのクソガキ Cyrus (2010)
- アイアンマン2 Iron Man 2 (2010)
- 恋人たちのパレード Water for Elephants (2011)
- ティモシーの小さな奇跡 The Odd Life of Timothy Green (2012) 声の出演
- マリリン&モナ 踊って、泣いて、輝いて Just Like a Woman (2012)
- プロミスト・ランド Promised Land (2012)
- 贖罪の街 Two Men in Town (2014)
- ドリーム ホーム 99%を操る男たち 99 Homes (2014)
- グッド・オル・ボーイ Good Ol' Boy (2015)
- ベン・イズ・バック Ben Is Back (2018)
- ハリエット Harriet (2019)

### テレビドラマ
- リンカーン Lincoln (1988) ミニシリーズ
- ワイズ・ガイ/ 潜入捜査官 Wiseguy (1988)
- ナイトウォッチ Knightwatch (1989)
- L.A.ロー 七人の弁護士 L.A. Law (1990)
- スティーブン・キングの ゴールデン・イヤーズ Golden Years (1991)
- クイーン Queen (1993) ミニシリーズ
- ストレンジ・ワールド Strange World (1999-2001)
- ターザン Tarzan (2003)
- ELVIS エルヴィス Elvis (2005) ミニシリーズ
- ロスト・ルーム The Lost Room (2006) ミニシリーズ
- スターゲイト SG-1 Stargate SG-1 (2006-2007)
- ゴースト 〜天国からのささやき Ghost Whisperer (2006-2007)
- CSI:ニューヨーク CSI: NY (2006, 2011)
- 24 -TWENTY FOUR- 24 (2009)
- ライ・トゥ・ミー 嘘は真実を語る Lie to Me (2009)
- ダメージ Damages (2011-2012)
- グッド・ワイフ The Good Wife (2011-2015)
- HOMELAND Homeland (2012-2013,2020)
- レボリューション Revolution (2012-2014)
- エレメンタリー ホームズ&ワトソン in NY Elementary (2014-2019)
- ザ・フォロイング The Following (2015)
- ヴァン・ヘルシング Van Helsing (2016)
- BONES Bones (2016-2017)
- パニッシャー The Punisher (2017)